# Mirmecología

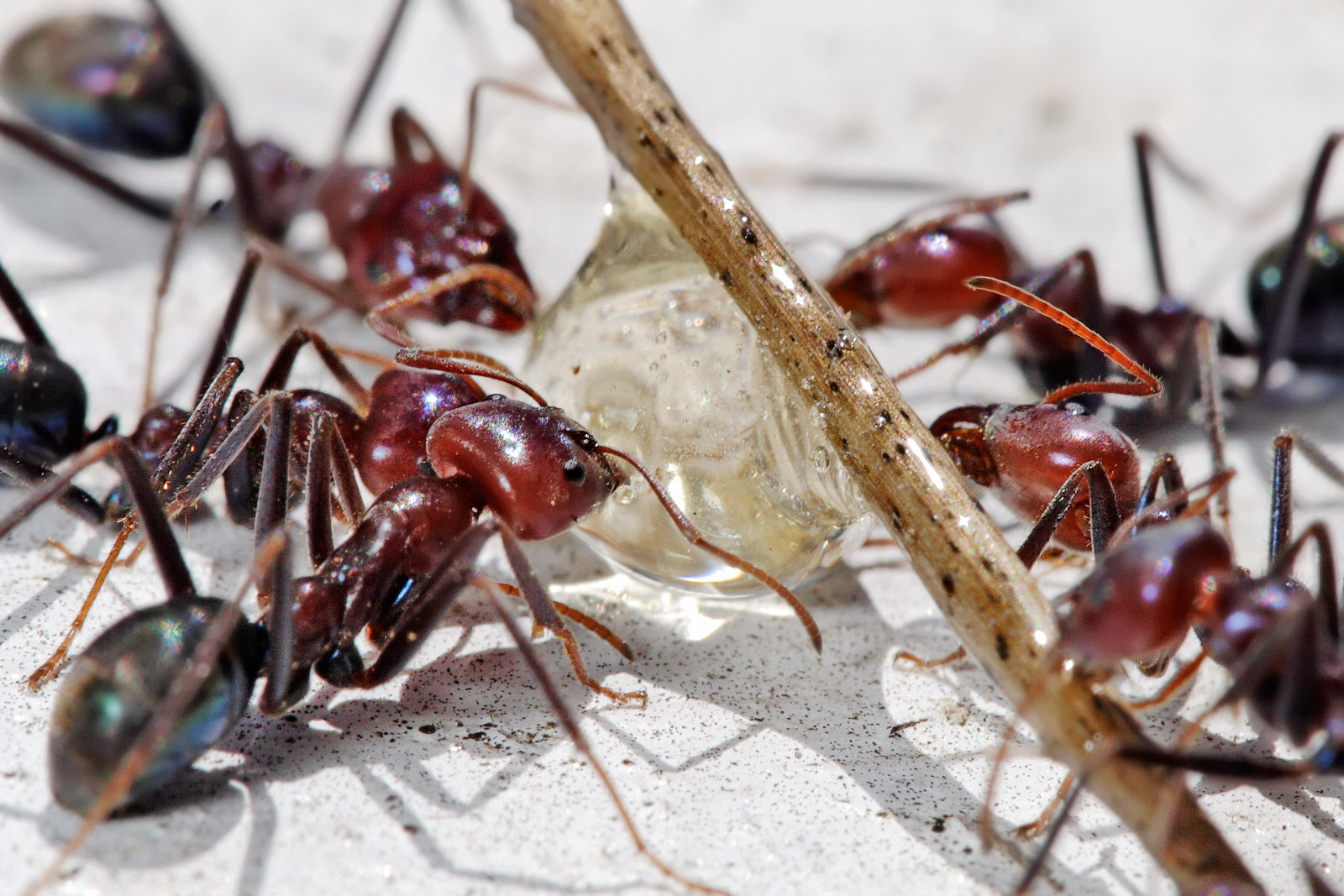
Hormigas comiendo miel.

La mirmecología es la rama de la zoología o, más precisamente, de la entomología, que se ocupa del estudio de las hormigas, de su desarrollada vida social y de todos los aspectos referidos a ellas. El término de mirmecología se origina del griego  μύρμηξ myrmex, hormiga, y del pueblo de los "mirmidones" que, según la mitología griega, descendían de las hormigas transformadas por Zeus en humanos.
Las hormigas, con su complejo comportamiento fascinaron a los observadores de la naturaleza ya desde la antigüedad. Los griegos y los hebreos dedicaron algunas fábulas  a estos pequeños insectos, entre ellas, la de «La cigarra y la hormiga».
A 2009 se conocen más de 12 000 especies de hormigas y según algunos se estima una diversidad total (que incluye especies aún sin conocerse) de más de 20 000 especies.